# Sejm Rzeczypospolitej Polskiej III kadencji (1930–1935)
Sejm III kadencji utworzony został w wyniku wyborów przeprowadzonych w Polsce 16 listopada 1930 (poprzedni Sejm II kadencji rozwiązany został 30 sierpnia 1930).
Sejm III kadencji rozwiązany został 10 lipca 1935. Następny sejm, Sejm IV kadencji, utworzony został w wyniku wyborów 8 września 1935.

## Skład Sejmu w 1930 r.[1]
| Klub                         | Mandaty poselskie |
| ---------------------------- | ----------------- |
| BBWR                         | 247               |
| Stronnictwo Narodowe         | 62                |
| Chrześcijańska Demokracja    | 15                |
| Narodowa Partia Robotnicza   | 10                |
| PSL-Piast                    | 15                |
| PSL-Wyzwolenie               | 15                |
| Stronnictwo Chłopskie        | 18                |
| Polska Partia Socjalistyczna | 24                |
| Frakcja Komunistyczna        | 5                 |
| Klub Ukraińsko-Białoruski    | 18                |
| Klub Niemiecki               | 5                 |
| Klub Żydowski                | 6                 |
| Radykałowie Ukraińscy        | 3                 |
| Inni                         | 1                 |
| Ogółem                       | 444               |